# Album Series Tour
Die Album Series Tour war eine weltweite Konzerttournee der britischen Progressive-Rock-Band Yes. Wie schon auf ihrer Three Albums Tour (2013/14) wurden von der Gruppe bei jedem Konzert mehrere ihrer Alben in Gänze aufgeführt.

## Hintergrund
Yes begannen ihre Album Series Tour am 27. April 2016 in Glasgow und beendeten sie am 20. Februar 2017 in Midland (Texas). Insgesamt gab die Gruppe 70 Konzerte in Nordamerika, Europa und Asien.
Während der Tournee musste die Gruppe teilweise auf ihren langjährigen Schlagzeuger Alan White verzichten, da er sich einer Rückenoperation unterziehen musste und somit nicht an den Konzerten der Sommertournee durch Nordamerika teilnehmen konnte. Für ihn sprang der US-amerikanische Schlagzeuger Jay Schellen ein, der zuvor u. a. mit Asia gespielt hatte und dadurch mit Steve Howe bereits gut bekannt war. Am 14. Oktober 2016 gaben Yes bekannt, dass Alan White der Band für die Japan-Tour im November 2016 und das Kreuzfahrt-Musikfestival Cruise To The Edge im Februar 2017 wieder beitreten und sich die Schlagzeug-Parts mit Schellen teilen würde.
Für den europäischen Teil der Tournee kündigten Yes an, ihre Studioalben Fragile (1971) und Drama (1980) in voller Länge zu spielen. Der bekannte Musikproduzent und ehemalige Yes-Sänger Trevor Horn kam bei ihren Auftritten in Oxford und London als Gast auf die Bühne, um den Leadgesang des aus Drama stammenden Stücks Tempus Fugit zu übernehmen. Für die weiteren Konzerte dieser Tournee in Nordamerika wurden die Lieder von Fragile aus dem Programm gestrichen und durch die Stücke The Revealing Science of God, Ritual, sowie Leaves of Green (einem Ausschnitt aus dem Stück The Ancient) aus dem 1973 veröffentlichten Doppelalbum Tales from Topographic Oceans ersetzt. Die daran anschließende Tournee durch Japan verzichtete schließlich auf wenige Lieder von Drama, für die weitere Klassiker wie I’ve Seen All Good People und And You and I ins Programm aufgenommen wurden. Erst bei den Auftritten im Februar 2017 wurde Drama wieder vollständig aufgeführt. In Gedenken an den Anfang 2017 verstorbenen Sänger John Wetton (King Crimson, Asia) spielten Yes außerdem den Asia-Hit Heat of the Moment als zusätzliche Zugabe, da drei der zu dem Zeitpunkt bei Yes spielenden Musiker (Geoff Downes, Steve Howe und Jay Schellen) auch Asia angehören, bzw. angehörten.

## Liveaufnahmen
Während der kurzen Nordamerikatournee im Februar 2017 entstanden Aufnahmen für das im November des gleichen Jahres veröffentlichte Livealbum Topographic Drama – Live Across America, welches die vollständige Aufführung des Albums Drama beinhaltet. Es ist das erste Yes-Album, das nach dem Tod des langjährigen Yes-Bassisten Chris Squire erschien und somit auch die erste Veröffentlichung der Gruppe ohne Beteiligung eines Gründungsmitglieds der Band Yes, die 1968 von Jon Anderson, Peter Banks, Bill Bruford, Tony Kaye und Chris Squire gegründet wurde.

## Setlists

### Setlist Europa
- First Intro (Onward)
- Second Intro (The Young Person’s Guide to the Orchestra)
- Machine Messiah
- White Car
- Does It Really Happen?
- Into the Lens
- Run Through the Light
- Tempus Fugit
- Time and a Word
- Siberian Khatru
- Going for the One
- Don’t Kill the Whale
- Soon
- Owner of a Lonely Heart
- Roundabout
- Cans and Brahms
- We Have Heaven
- South Side of the Sky
- Five per Cent for Nothing
- Long Distance Runaround
- The Fish (Schindleria Praematurus)
- Mood for a Day
- Heart of the Sunrise
- Starship Trooper

### Setlist Nordamerika (Teil 1)
- Intro (The Young Person’s Guide to the Orchestra)
- Machine Messiah
- White Car
- Does It Really Happen?
- Into the Lens
- Run Through the Light
- Tempus Fugit
- Time and a Word
- Siberian Khatru
- And You and I
- The Revealing Science of God (Dance of the Dawn)
- Leaves of Green
- Ritual (Nous Sommes du Soleil)
- Roundabout
- Starship Trooper

### Setlist Japan
- Intro (The Young Person’s Guide to the Orchestra)
- Machine Messiah
- White Car
- Tempus Fugit
- I’ve Seen All Good People
- Perpetual Change
- And You and I
- Heart of the Sunrise
- The Revealing Science of God (Dance of the Dawn)
- Leaves of Green
- Ritual (Nous Sommes du Soleil)
- Roundabout
- Starship Trooper

### Setlist Nordamerika (Teil 2)
- Intro (The Young Person’s Guide to the Orchestra)
- Machine Messiah
- White Car
- Does It Really Happen?
- Into the Lens
- Run Through the Light
- Tempus Fugit
- And You and I
- Perpetual Change
- Heart of the Sunrise
- The Revealing Science of God (Dance of the Dawn)
- Leaves of Green
- Ritual (Nous Sommes du Soleil)
- Roundabout
- Starship Trooper
- Heat of the Moment

## Tourdaten
| Nr.                 | Datum             | Stadt               | Land               | Veranstaltungsort                   | Anmerkungen              |
| Leg 1 – Europa      | Leg 1 – Europa    | Leg 1 – Europa      | Leg 1 – Europa     | Leg 1 – Europa                      | Leg 1 – Europa           |
| ------------------- | ----------------- | ------------------- | ------------------ | ----------------------------------- | ------------------------ |
| 1                   | 27. April 2016    | Glasgow             | Schottland         | Royal Concert Hall                  |                          |
| 2                   | 29. April 2016    | Newcastle upon Tyne | England            | City Hall                           |                          |
| 3                   | 30. April 2016    | Manchester          | England            | O2 Apollo Manchester                |                          |
| 4                   | 2. Mai 2016       | Liverpool           | England            | Philharmonic Hall                   |                          |
| 5                   | 3. Mai 2016       | Sheffield           | England            | City Hall                           |                          |
| 6                   | 4. Mai 2016       | Bristol             | England            | Colston Hall                        |                          |
| 7                   | 6. Mai 2016       | Birmingham          | England            | Symphony Hall                       |                          |
| 8                   | 7. Mai 2016       | Brighton            | England            | Brighton Centre                     |                          |
| 9                   | 9. Mai 2016       | Oxford              | England            | New Theatre                         |                          |
| 10                  | 10. Mai 2016      | London              | England            | Royal Albert Hall                   |                          |
| 11                  | 13. Mai 2016      | Paris               | Frankreich         | Olympia                             |                          |
| 12                  | 14. Mai 2016      | Brüssel             | Belgien            | Ancienne Belgique                   |                          |
| 13                  | 15. Mai 2016      | Utrecht             | Niederlande        | TivoliVredenburg                    |                          |
| 14                  | 17. Mai 2016      | Hamburg             | Deutschland        | Mehr! Theater am Großmarkt          |                          |
| 15                  | 19. Mai 2016      | Frankfurt am Main   | Deutschland        | Alte Oper                           |                          |
| 16                  | 20. Mai 2016      | Leipzig             | Deutschland        | Haus Auensee                        |                          |
| 17                  | 21. Mai 2016      | Berlin              | Deutschland        | Admiralspalast                      |                          |
| 18                  | 23. Mai 2016      | Bonn                | Deutschland        | Brückenforum                        |                          |
| 19                  | 24. Mai 2016      | Stuttgart           | Deutschland        | Liederhalle                         |                          |
| 20                  | 25. Mai 2016      | München             | Deutschland        | Kronebau                            |                          |
| 21                  | 27. Mai 2016      | Zürich              | Schweiz            | Volkshaus                           |                          |
| 22                  | 28. Mai 2016      | Mailand             | Italien            | Teatro Nazionale                    |                          |
| 23                  | 29. Mai 2016      | Padua               | Italien            | Gran Teatro Geox                    |                          |
| 24                  | 31. Mai 2016      | Florenz             | Italien            | Obihall                             |                          |
| 25                  | 1. Juni 2016      | Rom                 | Italien            | Teatro Olimpico                     |                          |
| xx                  | 2. Juni 2016      | Bari                | Italien            | Teatro Petruzzelli                  |                          |
| Leg 2 – Nordamerika |                   |                     |                    |                                     |                          |
| 26                  | 25. Juli 2016     | Lancaster           | Vereinigte Staaten | American Music Theatre              |                          |
| 27                  | 27. Juli 2016     | Columbus            | Vereinigte Staaten | Celeste Center                      |                          |
| 28                  | 28. Juli 2016     | Northfield          | Vereinigte Staaten | Hard Rock Live at Northfield Park   |                          |
| 29                  | 30. Juli 2016     | Atlantic City       | Vereinigte Staaten | Tropicana Casino and Resort         |                          |
| 30                  | 31. Juli 2016     | Bethlehem           | Vereinigte Staaten | Sands Bethlehem Event Center        |                          |
| 31                  | 2. August 2016    | Lewiston            | Vereinigte Staaten | Artpark Outdoor Stage               | Tuesday in the Park 2016 |
| 32                  | 4. August 2016    | Lynn                | Vereinigte Staaten | Memorial Auditorium                 |                          |
| 33                  | 5. August 2016    | Wallingford         | Vereinigte Staaten | Toyota Oakdale Theatre              |                          |
| 34                  | 6. August 2016    | Westbury            | Vereinigte Staaten | NYCB Theatre at Westbury            |                          |
| 35                  | 9. August 2016    | New York City       | Vereinigte Staaten | St. George Theatre at Staten Island |                          |
| 36                  | 10. August 2016   | Englewood           | Vereinigte Staaten | Bergen Performing Arts Center       |                          |
| 37                  | 12. August 2016   | Port Chester        | Vereinigte Staaten | Capitol Theatre                     |                          |
| 38                  | 13. August 2016   | Morristown          | Vereinigte Staaten | Mayo Performing Arts Center         |                          |
| 39                  | 14. August 2016   | Albany              | Vereinigte Staaten | Hart Theatre at The Egg             |                          |
| 40                  | 16. August 2016   | Washington, D.C.    | Vereinigte Staaten | Warner Theatre                      |                          |
| 41                  | 17. August 2016   | Munhall             | Vereinigte Staaten | Carnegie Library of Homestead       |                          |
| 42                  | 19. August 2016   | Sterling Heights    | Vereinigte Staaten | Freedom Hill Amphitheatre           |                          |
| 43                  | 20. August 2016   | Chicago             | Vereinigte Staaten | Copernicus Center                   |                          |
| 44                  | 21. August 2016   | Milwaukee           | Vereinigte Staaten | Riverside Theater                   |                          |
| 45                  | 24. August 2016   | Denver              | Vereinigte Staaten | Paramount Theatre                   |                          |
| 46                  | 26. August 2016   | Anaheim             | Vereinigte Staaten | City National Grove                 |                          |
| 47                  | 27. August 2016   | Las Vegas           | Vereinigte Staaten | Downtown Event Center               |                          |
| 48                  | 28. August 2016   | Santa Barbara       | Vereinigte Staaten | Arlington Theatre                   |                          |
| 49                  | 30. August 2016   | Los Angeles         | Vereinigte Staaten | Orpheum Theatre                     |                          |
| 50                  | 31. August 2016   | Saratoga            | Vereinigte Staaten | Mountain Winery                     |                          |
| 51                  | 2. September 2016 | Reno                | Vereinigte Staaten | Silver Legacy Resort and Casino     |                          |
| 52                  | 3. September 2016 | Paso Robles         | Vereinigte Staaten | Vina Robles Amphitheatre            |                          |
| 53                  | 4. September 2016 | San Diego           | Vereinigte Staaten | Humphrey’s Concerts by the Bay      |                          |
| Leg 3 – Asien       |                   |                     |                    |                                     |                          |
| 54                  | 21. November 2016 | Tokio               | Japan              | Orchard Hall                        |                          |
| 55                  | 22. November 2016 | Tokio               | Japan              | Orchard Hall                        |                          |
| 56                  | 24. November 2016 | Osaka               | Japan              | Orix Theater                        |                          |
| 57                  | 25. November 2016 | Nagoya              | Japan              | Zepp Nagoya                         |                          |
| 58                  | 28. November 2016 | Tokio               | Japan              | Orchard Hall                        |                          |
| 59                  | 29. November 2016 | Tokio               | Japan              | Orchard Hall                        |                          |
| Leg 4 – Nordamerika |                   |                     |                    |                                     |                          |
| 60                  | 3. Februar 2017   | Cherokee            | Vereinigte Staaten | Harrah’s Cherokee Casino Resort     |                          |
| 61                  | 7. Februar 2017   | Tampa               | Vereinigte Staaten | RCCL Brilliance of the Seas         | Cruise to the Edge       |
| 62                  | 8. Februar 2017   | Tampa               | Vereinigte Staaten | RCCL Brilliance of the Seas         | Cruise to the Edge       |
| 63                  | 11. Februar 2017  | St. Petersburg      | Vereinigte Staaten | Mahaffey Theater                    |                          |
| 64                  | 12. Februar 2017  | Pompano Beach       | Vereinigte Staaten | Pompano Beach Amphitheater          |                          |
| 65                  | 14. Februar 2017  | Atlanta             | Vereinigte Staaten | Symphony Hall                       |                          |
| 66                  | 15. Februar 2017  | Jacksonville        | Vereinigte Staaten | Florida Theatre                     |                          |
| 67                  | 17. Februar 2017  | Biloxi              | Vereinigte Staaten | IP Casino Resort Spa                |                          |
| 68                  | 18. Februar 2017  | Shreveport          | Vereinigte Staaten | Strand Theatre                      |                          |
| 69                  | 19. Februar 2017  | Dallas              | Vereinigte Staaten | Majestic Theatre                    |                          |
| 70                  | 20. Februar 2017  | Midland             | Vereinigte Staaten | Wagner Noël Performing Arts Center  |                          |

## Band
- Jon Davison: Gesang, Gitarre, Percussion, zusätzliche Keyboards
- Geoff Downes: Keyboards
- Steve Howe: Gitarre, Pedal-Steel-Gitarre, Hintergrundgesang
- Jay Schellen: Schlagzeug, Percussion (Juli 2016 – Februar 2017)
- Billy Sherwood: Bass, Hintergrundgesang
- Alan White: Schlagzeug, Percussion (April – Juni 2016, November 2016 – Februar 2017)